# .er
.erはエリトリアに割り当てられている国別コードトップレベルドメイン(ccTLD)である。

## 第2レベルドメイン
- com.er
- edu.er
- gov.er
- mil.er
- net.er
- org.er
- ind.er
- rochest.er
- w.er